# Vang Džunšia
Vang Džunšia (poenostavljeno kitajsko: 王军霞; tradicionalno kitajsko: 王軍霞; pinjin: Wáng Jūnxiá), kitajska atletinja, * 19. januar 1973, Džiaohe, Džilin, Ljudska republika Kitajska.
Vang Džunšia je leta 1996 osvojila naslov olimpijske prvakinje v teku na 5000 m in podprvakinje v teku na 10000 m, leta  1993 pa naslov svetovne prvakinje na 10000 m. 8. septembra 1993 je postavila svetovni rekord v teku na 10000 m s časom 29:31,78, šest dni kasneje pa še svetovni rekord v teku na 3000 m s časom 8:06,11, prvi je velja do avgusta 2016, drugi še velja. 16. novembra 2013 je bila sprejeta v Mednarodni atletski hram slavnih.